# Theridion hondurense
Theridion hondurense là một loài nhện trong họ Theridiidae.
Loài này thuộc chi Theridion. Theridion hondurense được Herbert Walter Levi miêu tả năm 1959.